# Kiwi (quả)

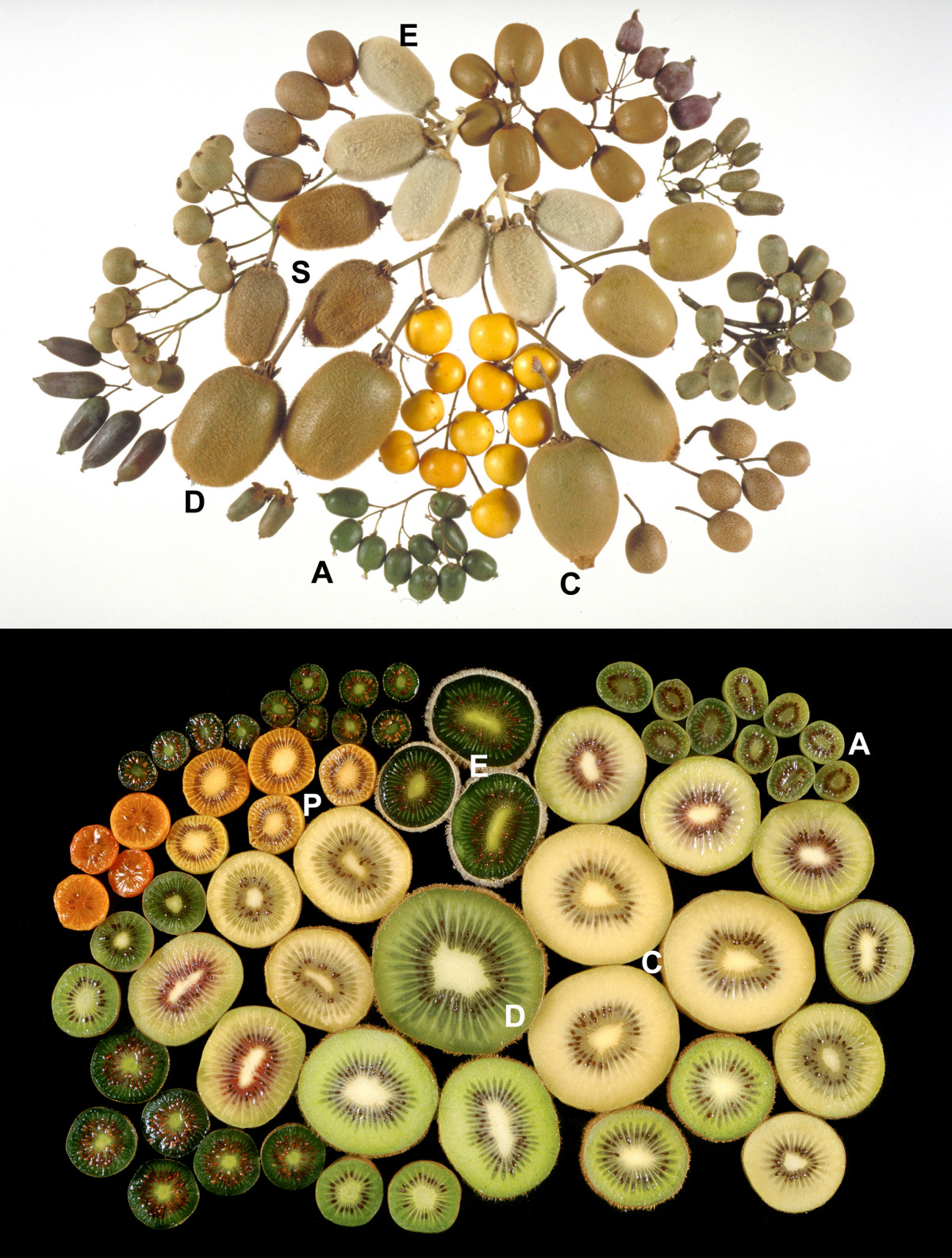
Các loại quả kiwi khác nhau
A = A. arguta, C = A. chinensis, D = A. deliciosa, E = A. eriantha, I = A. indochinensis, P = A. polygama, S = A. setosa.

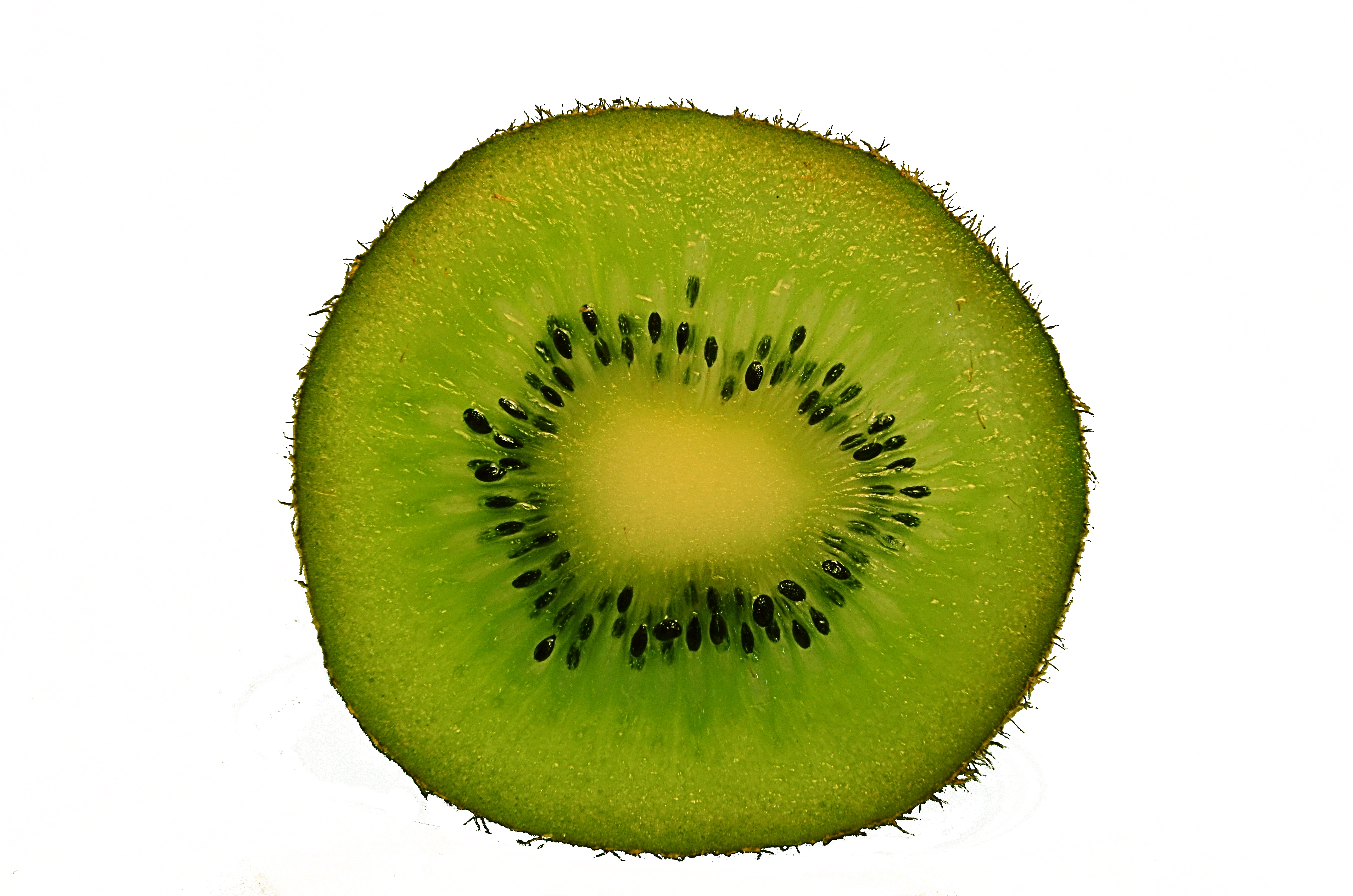
Một lát cắt của quả kiwi.

Kiwi (phát âm: Ki-vi) hay dương đào là một loài cây có quả mọng ăn được thuộc nhóm loài cây gỗ thân leo trong chi Dương đào. Nhóm cây quả kiwi được trồng phổ biến nhất là Actinidia deliciosa 'Hayward' với quả có hình bầu dục, kích thước bằng quả trứng gà cỡ lớn: dài 5–8 cm (2–3 in) và đường kính 4,5–5,5 cm (1+3⁄4–2+1⁄4 in). Vỏ mỏng, mờ, dạng sợi, có vị chua, vỏ của quả có màu nâu nhạt có thể ăn được, thịt quả màu xanh lục nhạt hoặc vàng với những hàng hạt nhỏ màu đen có thể ăn được. Quả có cấu trúc mềm mại với hương vị ngọt ngào và độc đáo.
Kiwi có nguồn gốc từ miền trung và miền đông Trung Quốc. Mô tả đầu tiên về chúng được ghi lại có niên đại vào thế kỷ 12 dưới triều đại nhà Tống. Vào đầu thế kỷ 20, việc trồng cây kiwi đã lan rộng từ Trung Quốc đến New Zealand, tại đó bắt đầu những vụ trồng thương mại đầu tiên. Trong Thế chiến thứ hai, loại trái cây này trở nên phổ biến đến với các binh sĩ Anh và Mỹ đóng tại New Zealand, về sau được xuất khẩu rộng khắp, đầu tiên xuất khẩu đến Anh và sau đó là California vào những năm 1960.

## Tên gọi
Cây quả kiwi (thường được gọi tắt là kiwi ở Bắc Mỹ và Châu Âu) hay còn gọi là cây quả lý gai Trung Quốc. Các giống ban đầu được mô tả trong danh mục cây giống vào năm 1904 với nội dung "...quả có thể ăn được to bằng quả óc chó, mang hương vị của lý gai chín", dẫn đến cái tên quả lý gai Trung Quốc (Chinese gooseberry). Năm 1962, những người trồng trọt ở New Zealand bắt đầu gọi nó là "quả kiwi" (tiếng Anh: "kiwifruit", tiếng Māori: huakiwi) do vẻ ngoài mờ giống với chim kiwi để tiếp thị xuất khẩu, cái tên này được Turners & Growers đăng ký lần đầu tiên vào ngày 15 tháng 6 năm 1959 và sau đó được chính thức thông qua thương mại vào năm 1974. Ở New Zealand và Úc, từ "kiwi" chỉ dùng để chỉ loài chim kiwi hoặc được dùng làm biệt danh gọi người New Zealand; nó hầu như chưa bao giờ được sử dụng để chỉ trái cây. Quả kiwi đã trở thành tên gọi chung cho tất cả các loại quả kiwi xanh được trồng thương mại từ chi Actinidia. Ở Hoa Kỳ và Canada, tên được rút gọn thành "kiwi" thường được sử dụng rộng rãi khi đề cập đến trái cây này.

## Lịch sử
Kiwi có nguồn gốc từ miền trung và miền đông Trung Quốc. Mô tả đầu tiên được ghi lại về chúng có niên đại vào thế kỷ 12 dưới triều đại nhà Tống. Loại quả này thường chỉ được thu hái từ tự nhiên và chỉ dùng cho mục đích y học nên nó hiếm khi được trồng hoặc nhân giống.
Vào đầu thế kỷ 20, việc trồng cây kiwi đã lan rộng từ Trung Quốc đến New Zealand, tại đó bắt đầu những vụ trồng thương mại đầu tiên. Trong Thế chiến thứ hai, loại trái cây này trở nên phổ biến đến với các binh sĩ Anh và Mỹ đóng tại New Zealand, về sau được xuất khẩu rộng khắp, đầu tiên xuất khẩu đến Anh và sau đó là California vào những năm 1960.
Ở New Zealand trong những năm 1940 và 1950, trái cây đã trở thành một mặt hàng nông sản thông qua việc phát triển các giống cây trồng thương mại, canh tác, vận chuyển, bảo quản và tiếp thị trong lĩnh vực nông nghiệp.

## Các loài và giống kiwi

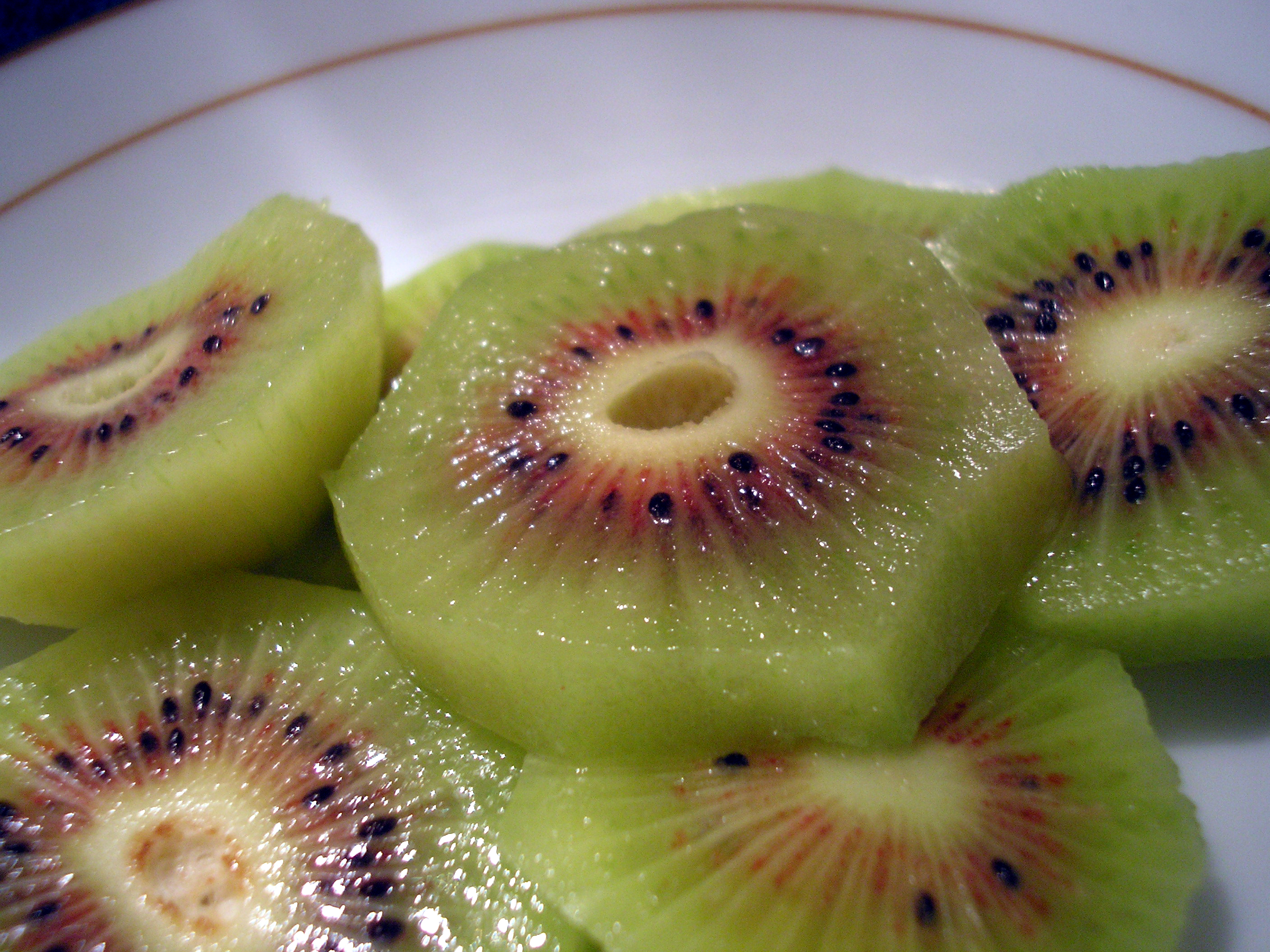
Kiwi vàng với một vòng đỏ

Chi Actinidia bao gồm khoảng 60 loài. Quả của chúng khá là khác nhau, mặc dù hầu hết các loài kiwi đều dễ dàng nhận ra là kiwi vì vẻ ngoài và hình dạng của quả. Vỏ của quả khác nhau về kích thước, độ xù lông và màu sắc. Thịt quả khác nhau về màu sắc, độ mọng nước, kết cấu và mùi vị. Một số loài quả của chúng không ngon, trong khi những loài khác có vị ngon hơn đáng kể so với phần lớn quả từ các giống cây thương mại.
Quả kiwi được bán phổ biến nhất có nguồn gốc từ A. deliciosa (kiwi lông xù). Các loài khác thường được tiêu thụ để ăn bao gồm A. chinensis (kiwi vàng), A. coriacea (kiwi trứng ngỗng Trung Quốc), A. arguta (kiwi chịu khắc nghiệt), A. kolomikta (kiwi Bắc Cực), A. melanandra (kiwi tím), A. polygama (kiwi nho bạc) và A. purpurea (kiwi đỏ nồng).

### Kiwi lông xù

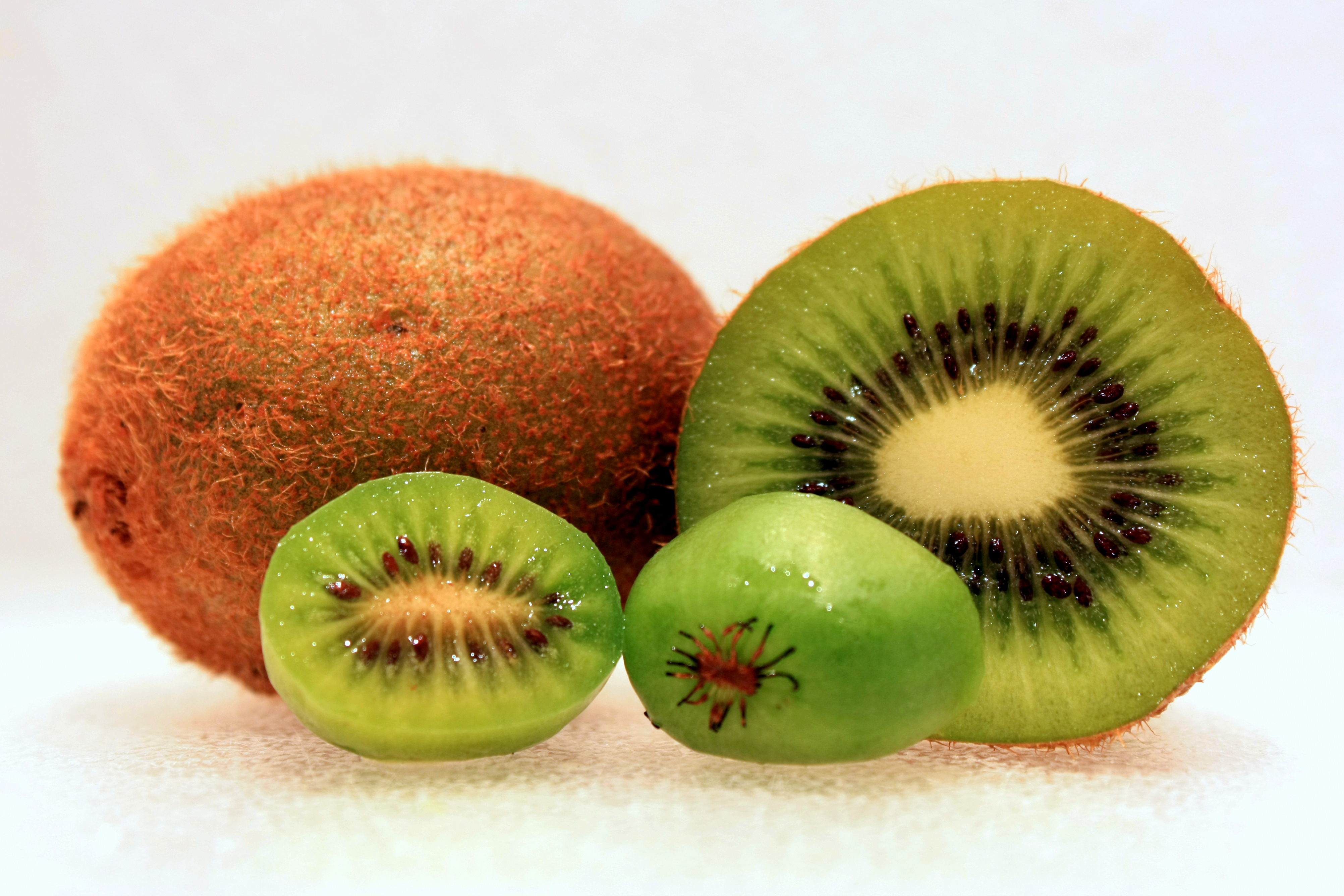
Một quả A. deliciosa (kiwi lông xù) lớn hơn ở phía sau so với quả kiwi mọng nhỏ hơn

Hầu hết các quả kiwi được bán thuộc một số giống A. deliciosa (kiwi lông xù): 'Hayward', 'Blake' và 'Saanichton 12'. Chúng có lớp vỏ ngoài có lông xù, màu nâu xỉn và thịt màu xanh lục tươi sáng. Giống cây quen thuộc 'Hayward' được Hayward Wright phát triển ở Avondale, New Zealand vào khoảng năm 1924. Ban đầu nó được trồng trong các khu vườn trong nội địa New Zealand, nhưng việc trồng đại trà bắt đầu vào những năm 1940.
'Hayward' là giống cây trồng phổ biến nhất và phân phối rộng khắp các cửa hàng. Nó là một giống cho quả lớn, hình trứng với hương vị ngọt ngào. Giống 'Saanichton 12' xuất xứ từ British Columbia, có hình chữ nhật hơn 'Hayward' và có vị ngọt tương đối, nhưng phần lõi bên trong của quả có thể dai. Giống 'Blake' có thể tự thụ phấn, nhưng nó có quả nhỏ hơn, hình bầu dục hơn và hương vị được coi là kém hơn.

### Mọngkiwi
Mọng kiwi là giống cho quả ăn được, quả có kích thước chỉ bằng một quả nho lớn, tương tự như kiwi lông xù về hương vị và hình dáng bên trong, nhưng vỏ mỏng, màu xanh lá cây mịn và không có lông tơ tạo cảm giác ăn toàn bộ quả dễ chịu hơn. Chúng được sản xuất chủ yếu bởi ba loài: Actinidia arguta (kiwi chịu khắc nghiệt), A. kolomikta (kiwi Bắc Cực) and A. polygama (kiwi nho bạc). Chúng là loại cây gỗ thân leo, mọc nhanh, có mùa sinh trưởng bền vững. Chúng được gọi là mọng kiwi, kiwi nhỏ, kiwi tráng miệng, kiwi nho, hay kiwi cocktail.
Giống cây 'Issai' là một giống cây lai giữa kiwi chịu khắc nghiệt và kiwi nho bạc, và có thể tự thụ phấn. Giống này được trồng thương mại vì trái tương đối lớn, 'Issai' ít chịu khắc nghiệt hơn so với hầu hết các giống kiwi chịu điều kiện khắc nghiệt.

### Kiwi vàng

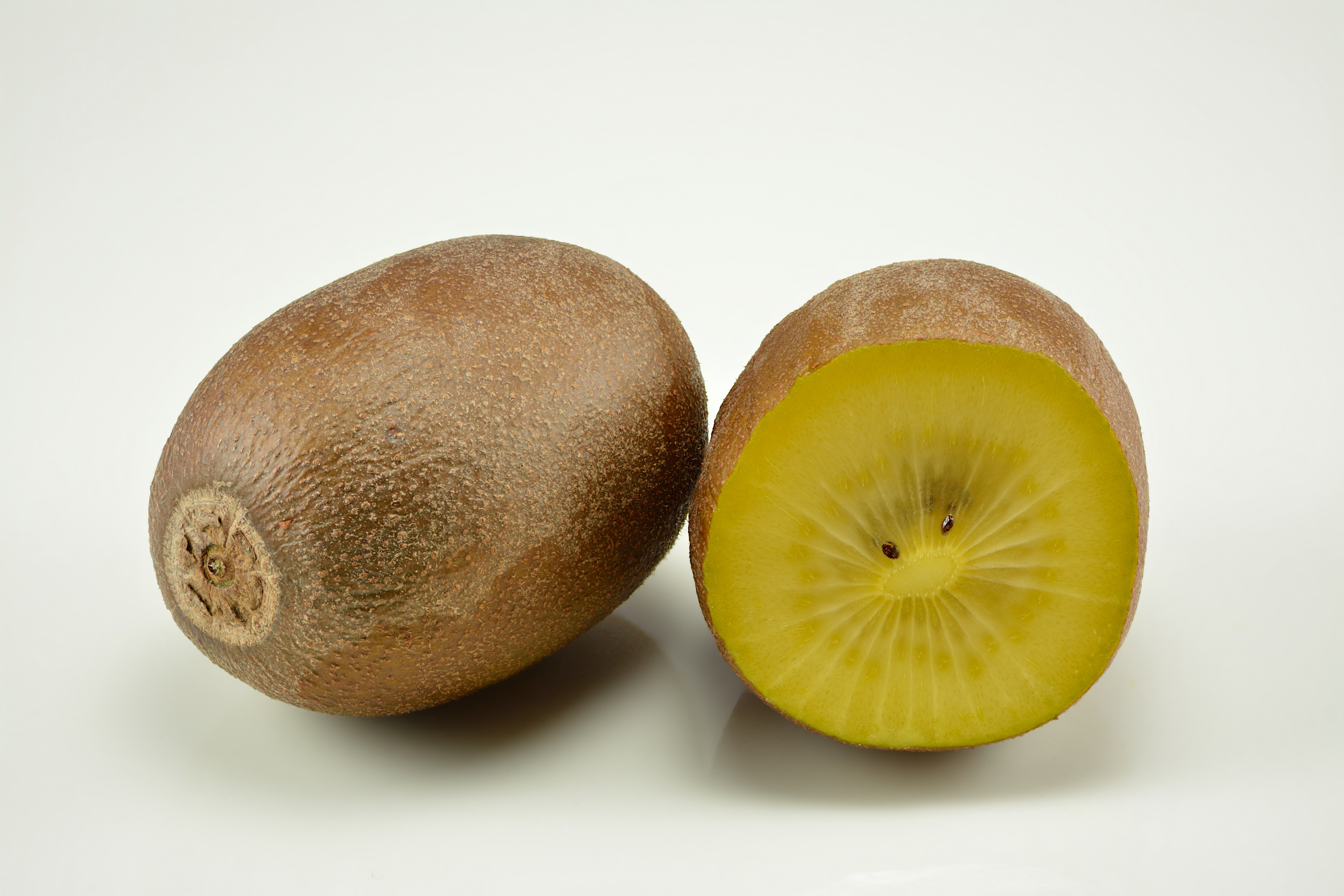
Kiwi vàng Soreli

Actinidia chinensis (kiwi vàng) có vỏ mịn, màu đồng. Màu sắc của thịt quả thay đổi từ màu xanh lá cây tươi sáng đến màu vàng đậm trông rất rõ ràng. Giống quả này ngọt và thơm hơn so với A. deliciosa, tương tự như một số loại trái cây cận nhiệt đới. Một trong những giống trồng hấp dẫn nhất có 'mống mắt' màu đỏ xung quanh tâm quả và phần thịt bên ngoài màu vàng. Quả màu vàng có giá thị trường cao hơn và ít lông hơn quả kiwi lông xù, ăn ngon miệng hơn mà không cần gọt vỏ.
Một giống trồng khả thi về mặt thương mại của kiwi vòng đỏ này đã được cấp bằng sáng chế với tên gọi EnzaRed, là một giống hồng dương của Trung Quốc.
'Hort16A' là một giống kiwi vàng được bán trên toàn thế giới với tên gọi Zespri Gold. Giống cây trồng này bị thiệt hại đáng kể ở New Zealand trong năm 2010–2013 do vi khuẩn PSA. Một giống kiwi vàng mới, Gold3, được phát hiện có khả năng kháng bệnh tốt hơn và hầu hết người trồng hiện nay đã chuyển sang trồng giống cây này. 'Gold3' được Zespri tiếp thị với tên là SunGold, không ngọt bằng 'Hort16A'.
Các bản sao của giống mới SunGold đã được sử dụng để phát triển, chúng trồng trong các vườn cây ăn quả ở Trung Quốc dẫn đến các nỗ lực pháp lý của Zespri, và họ thành công trong việc bảo vệ quyền sở hữu trí tuệ của họ ở Trung Quốc. Vào năm 2021, Zespri ước tính rằng khoảng 5.000 ha vườn Sungold đang được trồng ở Trung Quốc, chủ yếu ở tỉnh Tứ Xuyên.

## Trồng trọt
Kiwi có thể trồng ở hầu hết các vùng thuộc khí hậu ôn đới với nhiệt độ mùa hè thích hợp. Ở những nơi mà kiwi lông xù (A. deliciosa) không chịu điều kiện khắc nghiệt được thì các loài khác được trồng thay thế.

### Nhân giống

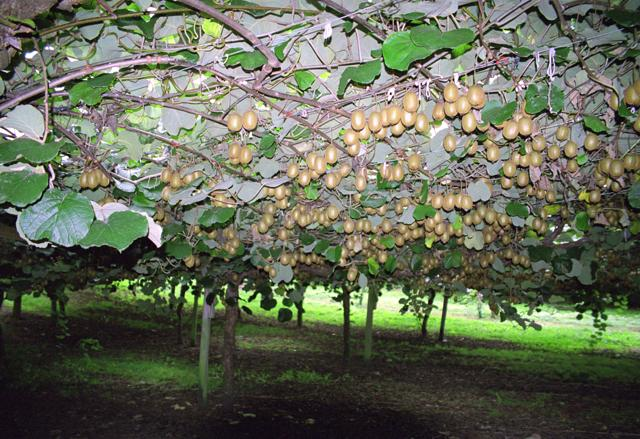
Quả kiwi đang phát triển trên dàn đỡ cây nho

Thường trong trồng trọt thương mại, các giống khác nhau được sử dụng để làm gốc ghép, cây mang quả và các giống cây trồng chuyên thụ phấn. Do đó, hạt giống được tạo ra là con lai của bố mẹ chúng. Ngay cả khi các giống cây này được sử dụng cho cây thụ phấn và cây mang quả, không có gì đảm bảo rằng quả sẽ có chất lượng giống cây bố mẹ. Ngoài ra, cây con mất bảy năm trưởng thành trước khi chúng có đợt ra hoa đầu tiên, vì vậy việc xác định kiwi đang mang trái hay thụ phấn là một việc tốn nhiều thời gian. Do đó, hầu hết các giống cây kiwi, ngoại trừ gốc ghép và các giống mới, đều được nhân giống vô tính. Điều này được thực hiện bằng cách ghép cây thuộc giống cây cho quả vào gốc ghép được trồng từ cây con, hoặc nếu muốn có cây trồng thực thụ, thì gốc ghép phải được trồng từ cành giâm của cây trưởng thành.

### Thụ phấn

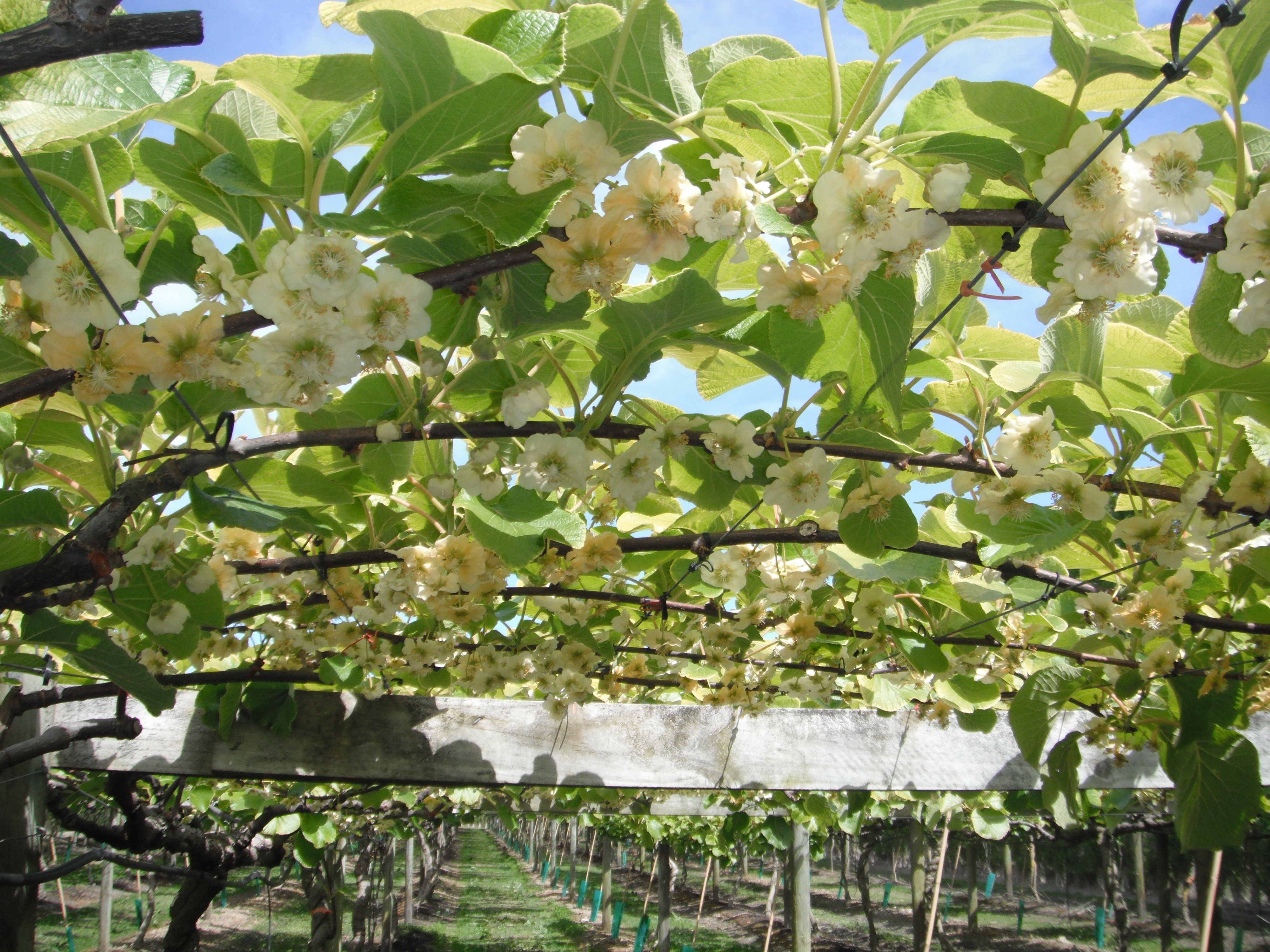
Kiwi ra hoa

Kiwi là cây lưỡng tính, nghĩa là một cây có thể là cây đực hoặc cây cái. Cây đực có hoa tạo phấn, cây cái nhận hạt thụ tinh cho noãn và nuôi lớn quả; hầu hết kiwi yêu cầu một cây đực để thụ phấn cho cây cái. Để có một năng suất tốt, một cây đực cho phấn từ ba đến tám cây cái được coi là đủ. Một số giống có thể tự thụ phấn, nhưng thậm chí chúng cũng tạo ra năng suất cao hơn và đáng tin cậy hơn nếu được thụ phấn bởi cây đực. Sự thụ phấn giữa các loài thường (nhưng không phải mọi lúc) thành công miễn là thời gian nở hoa diễn ra đồng bộ với nhau.
Trong tự nhiên, các loài kiwi được thụ phấn bởi các loài chim và ong vò vẽ địa phương, chúng đậu lên hoa để lấy phấn hoa chứ không phải mật hoa. Những bông hoa cái tạo ra bao phấn giả với những thứ trông giống như phấn hoa trên đầu ngọn để thu hút các loài thụ phấn, mặc dù những bao phấn giả này thiếu DNA và giá trị thức ăn của bao phấn đực.
Những nhà nông trồng kiwi phụ thuộc vào ong mật, loài thụ phấn chủ yếu, nhưng kiwi trồng thương mại nổi tiếng là khó thụ phấn. Những bông hoa không hấp dẫn lắm đối với ong mật, một phần là do hoa không tạo ra mật hoa.
Ong mật là loài thụ phấn chéo không hiệu quả cho kiwi vì chúng thực hành "tính chung thủy". Mỗi con ong mật chỉ đến đậu vào một loài hoa duy nhất và có thể chỉ đến đậu lên một vài nhánh của một cây duy nhất. Phấn hoa cần từ một cây (chẳng hạn như đực đối với cái) có thể không bao giờ đến được cây khác nếu không có sự thụ phấn chéo chủ yếu xảy ra trong quần thể đông đúc; đó là trong các quần thể mà những con ong chứa đầy phấn hoa khác nhau thật sự gặp nhau và phụ phấn.
Để đối phó với những thách thức trong việc thụ phấn này, một số nhà sản xuất thổi phấn hoa đã thu thập được lên những bông hoa cái. Tuy nhiên, phổ biến nhất là thụ phấn bão hòa, trong đó quần thể ong mật được tạo ra quá lớn (bằng cách đặt các tổ ong trong vườn cây ăn quả với mật độ khoảng 8 tổ ong/ha) đến nỗi ong buộc phải sử dụng loài hoa này vì cạnh tranh khốc liệt trong khoảng cách bay gần.

### Trưởng thành và thu hoạch
Quả kiwi phải được hái bằng tay và được trồng cho mục đích thương mại trên các cấu trúc hỗ trợ chắc chắn, vì nó sản xuất vài tấn mỗi ha, nhiều hơn khả năng của những giàn đỡ cây trồng khá yếu ớt có thể hỗ trợ. Chúng thường được trang bị hệ thống tưới nước để tưới tiêu và chống sương giá vào mùa xuân.
Dây leo của cây quả kiwi đòi hỏi phải được cắt tỉa mạnh mẽ, tương tự như đối với chăm sóc cây nho. Quả được sinh ra trên những cọng đạt từ một năm tuổi trở lên, nhưng sản lượng giảm dần khi cọng già đi. Cần cắt tỉa và cần thay thế các cọng sau năm thứ ba. Ở bắc bán cầu, quả chín vào tháng 11, trong khi ở nam bán cầu quả chín vào tháng 5. Cây bốn năm tuổi có thể cho năng suất lên đến 14.000 lb (6.400 kg) trên một mẫu Anh trong khi cây tám năm tuổi có thể sản xuất 18.000 lb (8.200 kg) trên một mẫu Anh. Cây ra trái tối đa từ tám đến mười năm tuổi. Sản lượng theo mùa có thể thay đổi; mùa quả trĩu nặng trên giàn đỡ cây trồng trong một mùa thường đi kèm với lượng quả thấp vào mùa sau.

### Trữ
Trái cây được thu hoạch lúc còn cứng sẽ chín khi được bảo quản đúng cách trong thời gian dài. Điều này cho phép quả kiwi được đưa ra thị trường đến 8 tuần sau thu hoạch.
Kiwi chắc thịt sẽ chín sau vài ngày đến một tuần khi bảo quản ở nhiệt độ phòng, nhưng không nên để trực tiếp dưới ánh nắng. Quá trình chín nhanh hơn xảy ra khi đặt trong túi giấy cùng với táo, lê hoặc chuối. Tuy nhiên, khi quả kiwi đã chín, nó sẽ được bảo quản tối ưu khi để riêng tránh xa các quả khác, vì nó rất nhạy cảm với khí ethylene mà những loại quả khác có thể thải ra, do đó có xu hướng chín quá mức ngay cả khi để trong tủ lạnh. Nếu được bảo quản thích hợp, quả kiwi chín thường giữ được khoảng một đến hai tuần.

### Sâu bệnh
Pseudomonas syringae actinidiae (PSA) lần đầu tiên được xác định ở Nhật Bản vào những năm 1980. Dòng vi khuẩn này đã được các nhà vườn kiểm soát và quản lý thành công trong các vườn cây ăn quả ở Châu Á. Năm 1992, nó được tìm thấy ở miền bắc nước Ý. Trong năm 2007/2008, các thiệt hại kinh tế đã xảy ra và nguyên nhân được quan sát là do một chủng độc hơn chiếm ưu thế hơn là biến thể thứ 5 (PSA V). Năm 2010, nó được tìm thấy trong vườn kiwi Bay of Plenty ở Đảo Bắc của New Zealand. Các giống cây kiwi vàng đặc biệt mẫn cảm với chúng. Các giống mới kháng bệnh đã được lựa chọn do chính phủ và những người trồng kiwi tài trợ nghiên cứu để ngành có thể tiếp tục phát triển.
Các nhà khoa học cho biết họ đã tìm ra chủng vi khuẩn PSA ảnh hưởng đến quả kiwi từ New Zealand, Ý và Chile có nguồn gốc từ Trung Quốc.

## Sản xuất
| Thứ hạng                                | Quốc gia    | Sản xuất (tấn) |
| --------------------------------------- | ----------- | -------------- |
| 1                                       | Trung Quốc  | 2.035.158      |
| 2                                       | Italy       | 562.188        |
| 3                                       | New Zealand | 414.261        |
| 4                                       | Iran        | 266.319        |
| 5                                       | Hy Lạp      | 265.280        |
| 6                                       | Chile       | 230.267        |
| 7                                       | Thổ Nhĩ Kỳ  | 61.920         |
| 8                                       | Pháp        | 53.201         |
| 9                                       | Hoa Kỳ      | 34.290         |
| 10                                      | Bồ Đào Nha  | 34.057         |
|                                         | Thế giới    | 4.022.650      |
| Nguồn: FAOSTAT của Liên hợp quốc (2018) |             |                |

Năm 2018, sản lượng quả kiwi trên toàn cầu là 4 triệu tấn, đứng đầu là Trung Quốc với hơn một nửa tổng sản lượng thế giới. Ý, New Zealand, Iran, Hy Lạp và Chile là những nhà sản xuất quan trọng khác. Ở Trung Quốc, kiwi được trồng chủ yếu ở khu vực miền núi thượng nguồn sông Dương Tử, và Tứ Xuyên.

### Lịch sử sản xuất
Xuất khẩu kiwi tăng nhanh từ cuối những năm 1960 đầu những năm 1970 ở New Zealand. Đến năm 1976, xuất khẩu đã vượt quá lượng tiêu thụ trong nước. Bên ngoài Australasia, kiwi New Zealand được bán trên thị trường dưới nhãn hiệu Zespri. Kể từ năm 2012, tên thương mại chung "Zespri" đã được sử dụng để tiếp thị cho tất cả các giống kiwi từ New Zealand.
Vào những năm 1980, ngoài New Zealand ra, các quốc gia khác cũng bắt đầu trồng và xuất khẩu kiwi. Ở Ý, hệ thống cơ sở hạ tầng và kỹ thuật cần thiết để hỗ trợ sản xuất nho đã được điều chỉnh cho phù hợp với quả kiwi. Điều này, cùng với việc gần gũi với thị trường kiwi châu Âu đã khiến Ý trở thành nhà sản xuất kiwi hàng đầu vào năm 1989. Mùa kiwi Ý không trùng lặp nhiều với mùa trồng của New Zealand hay Chile, do đó cạnh tranh trực tiếp giữa Ý với New Zealand hay Chile không phải là một nhân tố quan trọng.
Từ thập niên 1970 đến năm 1999, phần lớn việc nhân giống cây trồng để tinh chế quả kiwi xanh được thực hiện bởi Viện Nghiên cứu Thực vật & Thực phẩm New Zealand (trước đây là HortResearch). Năm 1990, Ban Tiếp thị Kiwi New Zealand (New Zealand Kiwifruit Marketing Board) đã mở một văn phòng Châu Âu tại Antwerp, Bỉ.

## Tiêu thụ

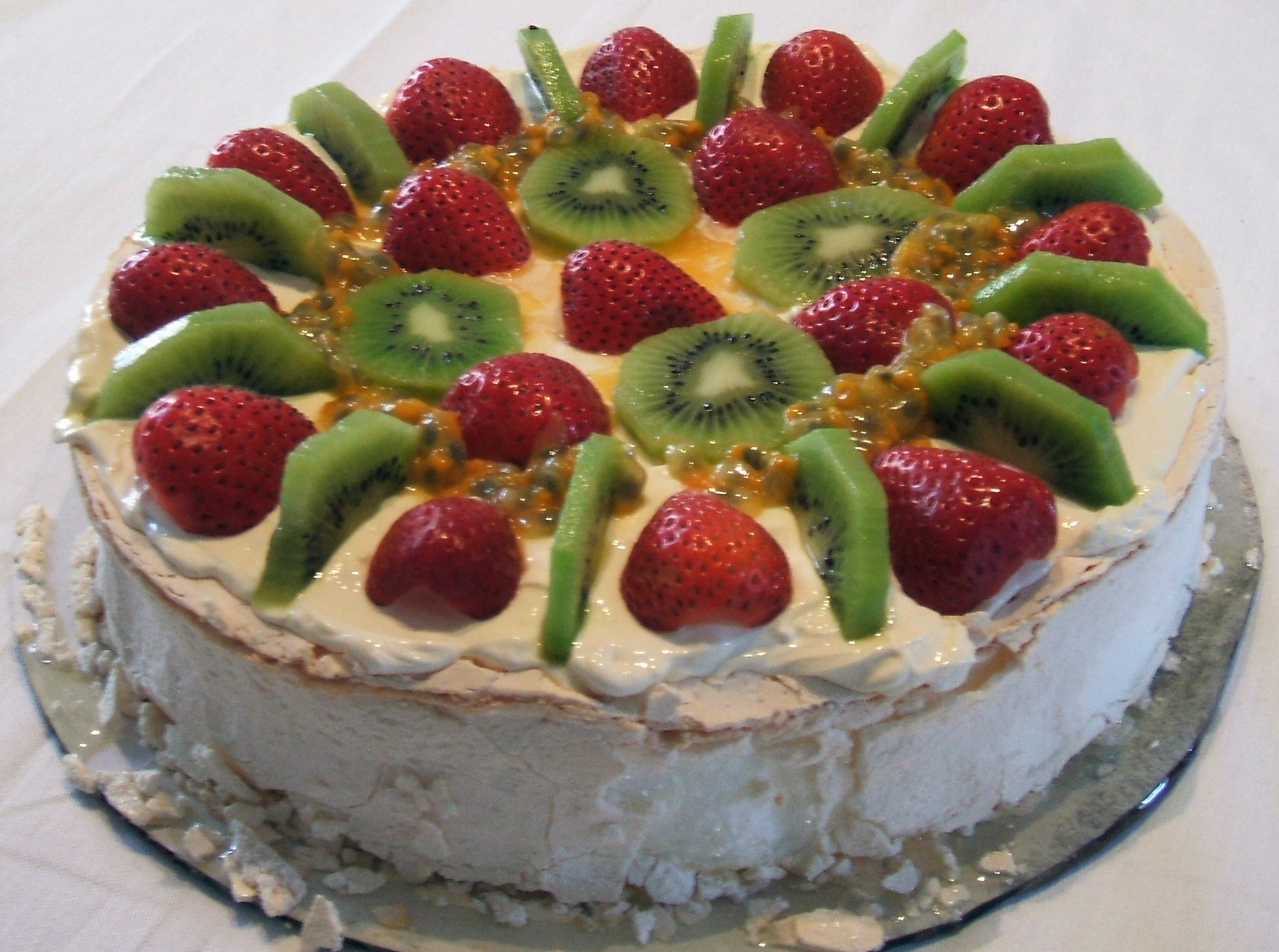
Một chiếc bánh Pavlova với dâu tây, chanh dây, kiwi và kem.

Quả kiwi có thể được ăn sống, làm nước ép, dùng trong các món nướng, chế biến với thịt hoặc dùng để trang trí. Toàn bộ quả bao gồm cả vỏ, thích hợp cho con người tiêu thụ; tuy nhiên, vỏ của các giống lông xù thường bị loại bỏ do kết cấu của nó. Một lát cắt của quả kiwi từ lâu đã được sử dụng trang trí trên phần kem ở đỉnh bánh của bánh Pavlova, một món tráng miệng. Theo truyền thống Trung Quốc, quả kiwi không được ăn để thưởng thức mà được dùng làm thuốc cho trẻ em để giúp chúng phát triển và giúp cho phụ nữ sau sinh nở để giúp họ hồi phục.
Quả kiwi chưa chín có chứa actinidain (còn được đánh vần là actinidin), hữu ích về mặt thương mại như một chất làm mềm thịt và có vai trò như một chất hỗ trợ tiêu hóa. Actinidain cũng khiến quả kiwi chưa chín không thích hợp để dùng trong món tráng miệng có chứa sữa hoặc bất kỳ sản phẩm sữa nào khác vì enzym tiêu hóa protein trong sữa. Điều này áp dụng cho các món tráng miệng gelatin, do thực tế là actinidain sẽ hòa tan các protein trong gelatin, khiến món tráng miệng trở nên hóa lỏng hoặc ngăn không cho nó đông lại.

### Dinh dưỡng
Với lượng 100 gram, quả kiwi xanh cung cấp 255 kilojoules (61 kilocalories) năng lượng thực phẩm, 83% nước và 15% carbohydrate, với protein và chất béo không đáng kể (bảng). Nó đặc biệt giàu vitamin C (112% DV) và vitamin K (38% DV), có hàm lượng vitamin E vừa phải (10% DV), không có nguyên tố vi lượng nào khác có hàm lượng đáng kể. Quả kiwi vàng có giá trị dinh dưỡng tương tự, nhưng hàm lượng vitamin C cao hơn, (194% DV, bảng).
Quả kiwi đặc biệt rất giàu vitamin C, 1,5 lần mức DRI ở Hoa Kỳ trên 100 gram. Hàm lượng ka li theo trọng lượng ít hơn một lượng nhỏ so với của chuối. Nó cũng có vitamin E, và một lượng nhỏ vitamin A. Vỏ quả là một nguồn tốt chất chống oxy hóa flavonoid (dù nó cũng có thể chứa thuốc sâu và làm rát miệng và cổ ở một số người).
Dầu hạt quả kiwi chứa trung bình 62% acid α-linolenic, một loại axít béo omega-3. Cùi quả kiwi chứa carotenoid, chẳng hạn như provitamin A beta-carotene, lutein và zeaxanthin.

### Dị ứng
Chất actinidain được tìm thấy trong quả kiwi có thể là chất gây dị ứng cho một số người, bao gồm trẻ em. Các triệu chứng phổ biến nhất là ngứa ngáy khó chịu và đau miệng, với thở khò khè là triệu chứng nghiêm trọng phổ biến nhất; phản vệ có thể xảy ra.